# كلية الشرطة (اليمن)
كلية الشرطة اليمنية هي مؤسسة أمنية حكومية يمنية، تأسست عام 1962، وتتولى إعداد وتخريج ضباط الشرطة وتدريس المقررات الشرطية.ويُعد الفريق محمد قائد سيف قُباطي المؤسس الأول لهذه الكلية، حيث أنشأها بدعم من الجمهورية العربية المتحدة (مصر) بعد عودته إلى اليمن عقب ثورة 26 سبتمبر، في إطار جهوده لبناء مؤسسات الدولة الحديثة.

## النشأة والتطوير
كلية الشرطة هي أول منشأة أمنية تعليمية يتم تأسيسها في اليمن عقب ثورة 26 سبتمبراليمنية. حيث أنشأت بموجب القرار الجمهوري رقم (6) لعام 1962، وتتبع وزارة الداخلية اليمنية. صدرت عدد من القوانين والقرارات اللاحقة لإعادة تنظيم الكلية وتطوير النظام الدراسي فيها. بعد التأسيس كان نظام الدراسة في الكلية لمدة عامين، لكن في عام 1969 أٌعيد تنظيم الكلية وأصبحت مدة الدراسة ثلاث سنوات. بعد عشر سنوات أعيد تنظيم الكلية مجددا بموجب القرار الرئاسي رقم (37) لعام 1979 وبالتالي أصبحت مدة الدراسة فيها اربع سنوات منذ ذلك الحين. في العام 1995 صدر قرار جديد لاعادة تنظيم الكلية واجراء مزيدا من التحديثات. وبعد ست سنوات صدر قانون رقم (10) لعام 2001 بإنشاء أكاديمية الشرطة الذي يتضمن إعادة تنظيم كلية الشرطة وإلحاقها بالاكاديمية.

## مهام وأهداف الكلية
وضح القانون رقم 10 لعام 2001 ان كلية الشرطة تهدف إلى إعداد وتخريج ضباط الشرطة وتزويدهم بالمعارف والمهارات العلمية والتطبيقية في الجوانب القانونية والشرطية، كما تتولى إعداد وتخريج ضباط الشرطة الذين يقبلون للدراسة من خريجي الجامعات اليمنية أو الأجنبية من مختلف التخصصات العلمية والفنية في ضوء حاجة هيئة الشرطة.

## نظام الدراسة
تكون مدة الدراسة في كلية الشرطة أربع سنوات دراسية لمن يتم قبولهم بعد التخرج من الثانوية العامة، وسنة دراسية واحدة لمن يقبلون من خريجي الجامعات في القسم الخاص بكلية الشرطة. تتبع الكلية نظام تدريس مشابه لنظام كلية الشريعة والقانون بجامعة صنعاء.